# Antichlor
Antichlor ist ein Stoff, der Chlor durch Reduktion zum Chlorid beseitigen kann. Bevorzugt werden in der Technik preiswerte Reduktionsmittel auf der Basis von Sulfit oder Thiosulfat verwendet, so dass Antichlor zumeist entweder aus Natriumsulfit Na2SO3 bzw. Natriumdisulfit Na2S2O5 oder aus Natriumthiosulfat Na2S2O3 besteht. Antichlor kommt zum Beenden von Bleichprozessen in der Papier-, Textil- und Lederindustrie zum Einsatz.